# The Style Council
The Style Council was een Brits soul-jazz collectief uit de jaren 80 rond zanger-gitarist Paul Weller (ex-voorman van The Jam) en toetsenist Mick Talbot (ex-Dexy's Midnight Runners).
Waar The Jam bekendstond als een typisch Britse band en nergens anders zo populair was als in eigen land had de Council ook succes op het Europese vasteland.

## Biografie

### Het einde van The Jam
Met The Jam maakte Weller rockmuziek maar dankzij de door hem gehate New Romantics kwam hij medio 1981 weer in aanraking met de soulplaten uit zijn jeugd en kreeg hij de broodnodige inspiratie voor een nieuwe plaat. The Gift (1982) en de voorafgegane single Town Called Malice waren dan wel een commercieel succes (ook buiten Engeland) maar over het artistieke resultaat was Weller niet tevreden; het keurslijf van The Jam bleek niet geschikt om zijn soulaspiraties verder mee uit te diepen. In plaats van voort te borduren op oude successen besloot de dan 24-jarige Weller deze band op te heffen.

### Introducing
Op 10 januari 1983 vindt de eerste opnamesessie van The Style Council plaats waaruit twee maanden later de eerste single Speak Like a Child voortkomt. Op dit nummer is Wellers 17-jarige protegee Tracie Young te horen (ook op Beat Surrender, de afscheidssingle van The Jam) die tegelijkertijd haar eigen debuutsingle (The House That Jack Built) uitbrengt. Uit dezelfde sessie stammen ook de anti-kapitalisme-rap Money Go Round (met medewerking van Wham!-zangeres Dee C. Lee) en A Solid Bond in Your Heart (oorspronkelijk bedoeld als afscheidssingle van The Jam). Daartussenin scoort de Council een zomerhit met het in Parijs opgenomen The Long Hot Summer dat afkomstig is van de A Paris-ep. De bijbehorende videoclip veroorzaakt echter opschudding vanwege een homo-erotische scene. De eerste vier singles en B-kantjes (onder andere The Party Chambers en Headstart For Happiness) worden verzameld op het mini-album Introducing The Style Council dat aanvankelijk alleen in Nederland en Japan verkrijgbaar is. De essay-achtige hoesteksten staan op naam van de Cappuccino Kid, waarschijnlijk een schuilnaam van de bevriende muziekjournalist Paolo Hewitt.

### Café Bleu
In 1984 verschijnt het officiële debuutalbum van The Style Council dat inmiddels is uitgebreid met de 18-jarige drummer Steve White (weliswaar niet officieel, maar toch). En om aan te geven dat het hier niet om een soloproject van Paul Weller gaat staan er op Café Bleu ook een paar jazzy instrumentals zoals Mick's Groove. Tracey Thorn van Everything But The Girl (met wie Weller zijn eerste optreden na The Jam deed) zingt The Paris Match, en Dee C. Lee is te horen op een nieuwe versie van Headstart For Happiness. My Ever Changing Moods en You're the Best Thing/Big Boss Groove (oftewel de Groovin-ep) halen beiden de top 10. Later in het jaar wordt ook Shout to the Top! een hit en verleent Weller zijn medewerking aan Band Aid's Do They Know It's Christmas?. Speciaal voor de stakende mijnwerkers wordt onder de naam Council Collective  de single Soul Deep opgenomen met zangers Jimmy Ruffin, Junior Giscombe en Dee C. Lee . De opbrengsten worden echter gedoneerd aan de weduwe van een door mijnwerkers vermoorde taxichauffeur.

### Our Favourite Shop
In mei 1985 verschijnt Our Favourite Shop dat de eerste plaats in de albumlijsten behaalt. Behalve dat hij zich kwaad maakt over de Conservatieven bewijst Weller hier de laatste eer aan ex-Jam-lid Dave Waller, die in augustus 1982 aan een overdosis stierf. Mick Talbot is in het openingsnummer Homebreaker als zanger te horen, en op The Stand-up Comic's Instructions doet komiek Lenny Henry mee. Walls Come Tumbling Down!, Come To Milton Keynes (een protest tegen nieuwbouwsteden) en het anti-Thatcher nummer The Lodgers worden top 20-hits. Dee C. Lee, met wie Weller een jaar later in het huwelijk treedt, is inmiddels vast bandlid en scoort aan het eind van het jaar een solo-hit met See The Day.

### Home & Abroad
Speciaal voor de film Absolute Beginners wordt het door Steve White geschreven With Everything To Lose omgedoopt tot Have You Ever Had It Blue?. Hiermee is Wellers hattrick compleet, nadat hij in 1981 nam hij met The Jam Absolute Beginners opnam en vervolgens het gelijknamige boek van Colin MacInnes las. Verder verschijnt in 1986  het live-album Home and Abroad en tekent Weller een nieuw miljoenencontract bij Polydor;; dit brengt hoge verwachtingen met zich mee.

### The Cost of Loving
In januari 1987 verschijnt de single It Didn't Matter als voorbode van het door synthesizers gedomineerde dubbelalbum The Cost of Loving. Weller heeft zelf de productie op zich genomen met medewerking van de Valentine Brothers en Curtis Mayfield die enkele nummers mixten. De pers vindt het album met de oranje hoes te pretentieus en ondanks een nummer 2-notering en een gouden status kan The Cost of Loving niet aan vorige successen tippen. De tweede single Waiting valt in eigen land buiten de top 40. De Council gaat op tournee, maar grotendeels zonder Steve White die op het album een ondergeschikte rol vervulde en ondertussen zijn eigen groep (The Jazz Renegades) heeft opgericht. Alleen bij de najaarsconcerten en de promotie van de single Wanted is hij weer van de partij.

### Confessions of a Pop Group
De dalende lijn wordt in 1988 voortgezet met Confessions of a Pop Group dat in twee helften is opgesplitst. Een met klassieke invloeden (Weller heeft zich laten inspireren door Debussy) en met soul en jazz. Wederom vindt de pers het te pretentieus, en Confessions blijft maar drie weken in de albumlijsten staan. Ook de singles Life At A Top People's Health Farm en How She Threw It All Away (van de 1,2,3,4-ep) maken weinig indruk. Plannen voor een najaarstournee worden afgeblazen; Weller en Dee C. Lee hebben net een zoon (Nathaniel) gekregen, en ook Mick Talbot wil meer tijd met zijn gezin doorbrengen. Steve White, die ook op Confessions een ondergeschikte rol vervult, houdt het nu definitief voor gezien.

### Modernism: A New Decade
Om een deel van het verloren geld terug te krijgen verschijnt in maart 1989 de hitverzamelaar The Singular Adventures Of The Style Council. Ondertussen raakt Weller geïnteresseerd in housemuziek, hetgeen te horen is op de B-kantjes van de Joe Smooth-cover Promised Land (het toepasselijk getitelde Can You Still Love Me?) en The Long Hot Summer '89 (het door Bryan Powell gezongen Everybody's On The Run). De Council brengt onder het pseudoniem "King Truman" een single (Like A Gun) uit op het Acid Jazz label, maar Polydor komt daar achter en verhindert dat. Het vijfde album, Modernism: A New Decade, wordt afgekeurd wegens gebrek aan hitpotentie en zal jarenlang op de planken blijven liggen; wel wordt het 4 juli 1989 integraal uitgevoerd in de Royal Albert Hall. Dit is tevens het laatste concert van The Style Council dat in 1990 nog een keer bijeen komt voor een televisieoptreden in Japan, echter zonder Dee C. Lee.
"We hadden twee, drie jaar geleden uit elkaar moeten gaan" vertelde Weller in maart 1990 aan New Musical Express. "We hebben fantastische muziek gemaakt waar het publiek nog niet klaar voor is".

### Paul Weller solo
Paul Weller begon een solocarrière waarbij hij zijn samenwerking met Steve White tot 2007 voortzette en af en toe ook Council-nummers speelt.

## Discografie

### Albums
| Album met eventuele hitnotering(en) in de Nederlandse Album Top 100 | Datum van verschijnen | Datum van binnenkomst | Hoogste positie | Aantal weken | Opmerkingen |
| ------------------------------------------------------------------- | --------------------- | --------------------- | --------------- | ------------ | ----------- |
| Introducing The Style Council                                       | 1983                  | -                     |                 |              |             |
| Café Bleu                                                           | 23-03-1984            | 31-03-1984            | 10              | 10           |             |
| Our favourite shop                                                  | 09-05-1985            | 15-06-1985            | 19              | 16           |             |
| Home and abroad                                                     | 06-1986               | 24-05-1986            | 18              | 13           | Livealbum   |
| The cost of loving                                                  | 02-1987               | 21-02-1987            | 13              | 10           |             |
| Confessions of a pop group                                          | 20-06-1988            | 09-07-1988            | 44              | 4            |             |
| The Style Council in concert                                        | 1997                  | -                     |                 |              | Livealbum   |
| Modernism: A New Decade                                             | 1998                  | -                     |                 |              |             |

### Singles
| Single met eventuele hitnotering(en) in de Nederlandse Top 40 | Datum van verschijnen | Datum van binnenkomst | Hoogste positie | Aantal weken | Opmerkingen                                                           |
| ------------------------------------------------------------- | --------------------- | --------------------- | --------------- | ------------ | --------------------------------------------------------------------- |
| Long hot summer                                               | 1983                  | 01-10-1983            | tip4            | -            |                                                                       |
| My Ever Changing Moods                                        | 1984                  | 14-04-1984            | 30              | 4            | Nr. 37 in de Nationale Hitparade / AVRO's Radio en TV-Tip Hilversum 3 |
| Shout to the Top!                                             | 1984                  | 03-11-1984            | 24              | 5            | Nr. 36 in de Nationale Hitparade                                      |
| Have you ever had it blue                                     | 1986                  | 17-05-1986            | 20              | 5            | Nr. 28 in de Nationale Hitparade                                      |
| It didn't matter                                              | 1987                  | -                     |                 |              | Nr. 90 in de Nationale Hitparade Top 100                              |

| Single met hitnotering(en) in de Vlaamse Ultratop 50 | Datum van verschijnen | Datum van binnenkomst | Hoogste positie | Aantal weken | Opmerkingen                 |
| ---------------------------------------------------- | --------------------- | --------------------- | --------------- | ------------ | --------------------------- |
| Shout to the top!                                    | 1984                  | -                     |                 |              | Nr. 9 in de Radio 2 Top 30  |
| Walls come tumbling down                             | 1985                  | -                     |                 |              | Nr. 26 in de Radio 2 Top 30 |
| It didn't matter                                     | 1987                  | -                     |                 |              | Nr. 19 in de Radio 2 Top 30 |

### NPO Radio 2 Top 2000
| Nummer met noteringen in de NPO Radio 2 Top 2000 | '00  | '01  | '02  | '03  | '04  | '05  | '06  | '07  | '08  | '09  | '10  | '11  | '12  | '13  | '14  |
| ------------------------------------------------ | ---- | ---- | ---- | ---- | ---- | ---- | ---- | ---- | ---- | ---- | ---- | ---- | ---- | ---- | ---- |
| My Ever Changing Moods                           | 1183 | 1198 | 1335 | 1212 | 1143 | 1309 | 1508 | 1376 | 1341 | 1290 | 1561 | 1581 | 1614 | 1474 | 1589 |

1. ↑  Een vetgedrukt getal geeft de hoogste notering aan.
2. ↑  2000 was het eerste jaar met een notering voor dit nummer.
3. ↑  Deze tabel is bijgewerkt tot en met de laatste editie (2024).